# Bernard Anselme
Bernard Anselme (* 3. November 1945 in Mouscron, Hennegau) ist ein belgischer Politiker der Parti Socialiste (PS), der unter anderem Ministerpräsident der Wallonischen Region als auch der Französischen Gemeinschaft Belgiens war. 

## Leben

### Gewerkschaftsfunktionär, Abgeordneter und Staatssekretär
Nach dem Besuch des Gymnasiums (Athénée) in Bastogne von 1957 bis 1960 wechselte er 1960 auf das Humanistische Gymnasium in Namur und schloss dieses 1963 ab. Im Anschluss absolvierte er ein Studium in den Fächern Politikwissenschaften, Internationale Beziehungen und Verwaltungswissenschaften an der Université libre de Bruxelles (ULB), das er 1968 mit einem Lizenziat beendete.
Bereits während seiner Schul- und Studienzeit und den von André Renard in Lüttich und André Genot in Namur angeführten großen Streiks engagierte er sich im Jugendverband des Gewerkschaftsbundes Fédération générale du travail de Belgique/Algemeen Belgisch Vakverbond (FGTB/ABVV). Dort war er zunächst von 1964 bis 1968 Vize-Sekretär, dann kurzzeitig Sekretär und schließlich von 1968 bis 1970 Präsident des Jugendverbandes der FGTB/ABVV. Daneben war er aktives Mitglied des Jugendverbandes der Wallonischen Volksbewegung (Mouvement populaire wallon) und setzte sich insbesondere nach dem Tod von André Renard auf dem Kongress der Wallonischen Aktion am 23. März 1963 in Namur für eine Volkshymne Walloniens mit eigenem Text und Musik ein.
Nach Abschluss seines Studiums war Anselme zwischen 1969 und 1972 Mitarbeiter im Büro der Minister für kommunale Beziehungen, Freddy Terwagne und Fernand Dehousse. Im Anschluss war er von 1972 bis 1977 Berater und Sekretär von Alfred Delourme, dem Präsidenten des Wirtschaftsrates der Wallonischen Region.
1977 wurde er erstmals zum Mitglied der Belgischen Abgeordnetenkammer gewählt und vertrat in dieser der Wahlkreis Namur. Zugleich war er von 1977 bis 1981 Sekretär des Ständigen Ausschusses der Sozialistischen Partei Walloniens und wurde 1978 auch Mitglied des Vorstandes des Wirtschaftsrates der Wallonischen Region (CERW).
Im April 1979 wurde er in der ersten Regierung von Premierminister Wilfried Martens Staatssekretär für Angelegenheiten Walloniens und war als solcher auch im zweiten Kabinett Martens bis 1980 dem damaligen Minister Jean-Maurice Dehousse beigeordnet. 1981 wurde er Präsident der Sozialistischen Partei Walloniens und bekleidete diese Funktion bis 1983.
Als Mitglied des Wallonischen Parlaments unterstützte Anselme, der von 1982 bis 1988 Sekretär des Kulturrates der Französischen Gemeinschaft Belgiens war, im November 1985 einen Gesetzentwurf, der die Errichtung wallonischer Behörden in Wallonien vorsah. Zugleich trat er für die Wahl von Namur als Hauptstadt der Region ein, um dadurch die eigenständige Identität Walloniens gegenüber Brüssel hervorzuheben.

### Ministerpräsident Walloniens und der Französischen Gemeinschaft Belgiens
Am 11. Mai 1988 wurde Anselme als Nachfolger von Guy Coëme Ministerpräsident der Wallonischen Region und bekleidete dieses Amt bis zu seiner Ablösung durch Guy Spitaels am 25. Januar 1992.
Als Ministerpräsident Walloniens trat er für die Gründung eines Arbeitsamtes für die Französische Gemeinschaft FORmation-EMploi (FOREM) ein und vereinbarte in Zusammenarbeit mit der Französischen Gemeinschaft auch die Finanzierung bestimmter Aufgaben für die Region. Außerdem kam es zur Gründung der Agence wallonne à l’Exportation (AWEX), der Wallonischen Aueßnwirtschaftsagentur, die eine Reihe von Außenhandelsbeziehungen ermöglichte. Ferner kam es zum Bau einer Reihe von Verwaltungseinrichtungen in Namur für politische und verwaltungsbehördliche Aufgaben.
Am 7. Januar 1992 folgte Anselme Valmy Féaux als Ministerpräsident der Französischen Gemeinschaft Belgiens. Diese Funktion hatte er bis zu seiner Ablösung durch Laurette Onkelinx am 6. Mai 1993 inne. Außerdem wurde er am 7. März 1992 von Premierminister Jean-Luc Dehaene in dessen erster Regierung zum Sozialminister berufen. Am 23. Januar 1994 trat er von diesem Amt zurück.
Noch im selben Monat kehrte er in die Regierung Walloniens zurück und bekleidete in dieser bis Juli 1999 im Kabinett von Ministerpräsident Robert Collignon das Amt des Innenministers der Region.
Am 1. Januar 2001 wurde er Bürgermeister von Namur. Dieses Amt übte er bis Oktober 2006 aus.